# Ectocarpus siliculosus
Ectocarpus siliculosus és una alga bruna filamentosa pròpia de zones temperades i costaneres. Aquesta comparteix algunes característiques amb les plantes terrestres, així com la capacitat fotoautòtrofa i la presència de cel·lulosa en la paret cel·lular. El genoma d'E.siliculosus és l'únic genoma d'algues multicel·lulars completament caracteritzat i anotat i, com a tal, E.siliculosus és el model d'elecció alhora d'estudiar aquest tipus d'algues.